# Huiswevertje
Het huiswevertje (Lepthyphantes leprosus) is een spinnensoort uit de familie hangmatspinnen (Linyphiidae). De soort komt voor in Holarctische gebied en in Chili.
Het vrouwtje wordt 2,5 tot 4 mm groot, het mannetje wordt 2,5 tot 3,5 mm groot. De soort is in en rond gebouwen te vinden, ook op groene daken. Het huiswevertje komt voor in het Holarctische gebied en in Chili.